# Osphranticum fucosum
Osphranticum fucosum is een eenoogkreeftjessoort uit de familie van de Centropagidae. De wetenschappelijke naam van de soort is voor het eerst geldig gepubliceerd in 1882 door Herrick.